# 엘리자베스 배럿 브라우닝
엘리자베스 배럿 브라우닝(영어: Elizabeth Barrett Browning, 1806년 3월 6일~1861년 6월 29일)은 빅토리아 시대 당시 잉글랜드의 시인으로, 생존하던 기간 동안 영국과 미국에서 대중적인 인물이었다.
살아생전 영국의 가장 유명한 여류 시인이었으나 가족도 부와 영예도 버리고 여섯 살 연하의 무명 시인과 사랑의 도피를 감행한 여인이었다. 스무 살 무렵부터 시한부나 다름없는 인생을 살았지만 사랑의 힘으로 15년간의 행복한 결혼생활을 하고 아들까지 낳았다. 엘리자베스 브라우닝은 영국 문학사상 최고의 러브스토리를 남긴 것으로 알려져 있다.

## 생애
1806년 3월 6일 영국의 더럼에서 아버지 에드워드 몰턴 배럿(Edward Moulton Barrett)과 어머니 메리 그레이엄 클라크(Mary Graham Clark) 사이에서 열두 명의 형제자매 중 장녀로 태어났다. 그녀는 학교에 가지 않고 집에서 남동생들의 가정교사에게 교육을 받았다. 그녀는 존 밀턴과 셰익스피어의 작품들을 열 살이 되기도 전에 읽었으며, 곧 고전문학과 형이상학에 지적으로 심취하게 되었다. 여섯 살인가 여덟 살 때 처음으로 시를 썼으며, 열네 살이던 1820년에 그녀의 아버지는 생일 선물로 그녀가 쓴 네 권으로 된 서사시집 ≪마라톤에서의 전투(The Battle of Marathon)≫를 출간해 주었다. 정식으로 출간된 그녀의 첫 번째 시집은 1826년 ≪마음에 관한 에세이와 기타 시들(An Essay on Mind, with other poems)≫인데, 이 시집의 출간으로 인해 그녀는 그리스 문학을 전공한 학자들과 서신 왕래를 하게 되었고, 그리스 문학을 공부하게 되었다.
1844년에 출간된 ≪시≫로 인해 그녀는 영국에서 가장 인기 있는 작가의 대열에 들어섰고 당시 무명 시인이었던 로버트 브라우닝(Robert Browning)의 열렬한 구애 편지를 받게 된다. 스무 살이 될 무렵부터 당시로서는 진단을 내릴 수 없는 희귀병으로 인해 병마와 싸워 온 엘리자베스는 처음에 로버트의 구혼을 거절했으나 결국 로버트의 진심에 감동하여 부친의 반대를 피해 이탈리아로 도망쳐 결혼한다. 엘리자베스는 1861년 6월 29일 15년간의 행복한 결혼 생활을 마치고 죽었다.
엘리자베스가 로버트를 만났을 때 그녀는 이미 그보다 훨씬 많은 작품을 쓴 상태였지만, 그와 만난 이후 ≪포르투갈어에서 옮긴 소네트(Sonnets from the Portuguese)≫와 ≪오로라 리(Aurora Leigh)≫라는 유명한 작품들을 쓰게 되었다. “포르투갈어(Portuguese)”는 그녀의 남편이 그녀를 부르던 애칭이기도 했다. 엘리자베스의 사랑시 소네트는 남편인 로버트의 주장에 따라 다음번 시집에 포함되어 출간됨으로써 시인으로서의 그녀의 지위는 더 높아지고 확고해졌다. 워즈워스가 죽은 후인 1850년에 그녀는 계관시인 승계 후보로 거론되기도 했지만, 계관시인의 영예는 테니슨에게로 갔다. 1856년에 출간된, 시 소설이라고 할 수 있는 ≪오로라 리≫는 그녀의 야심적인 장시 작품으로 인기가 많았다.
1860년에는 이탈리아인들의 정치적 사건에 관한 ≪의회 이전의 시(Poems before Congress≫라는 시집을 남편에게 헌사하며 출간했다. 그녀의 마지막 시집은 ≪악기(A Musical Instrument)≫로, 그녀가 죽은 후에 남편이 출간한 것이었다.

## 같이 보기
- 러브스토리 (1970년 영화)